# Ceratopogon falcifer
Ceratopogon falcifer är en tvåvingeart som beskrevs av Tokunaga 1940. Ceratopogon falcifer ingår i släktet Ceratopogon och familjen svidknott. Inga underarter finns listade i Catalogue of Life.